# Knorr-Bremse AG

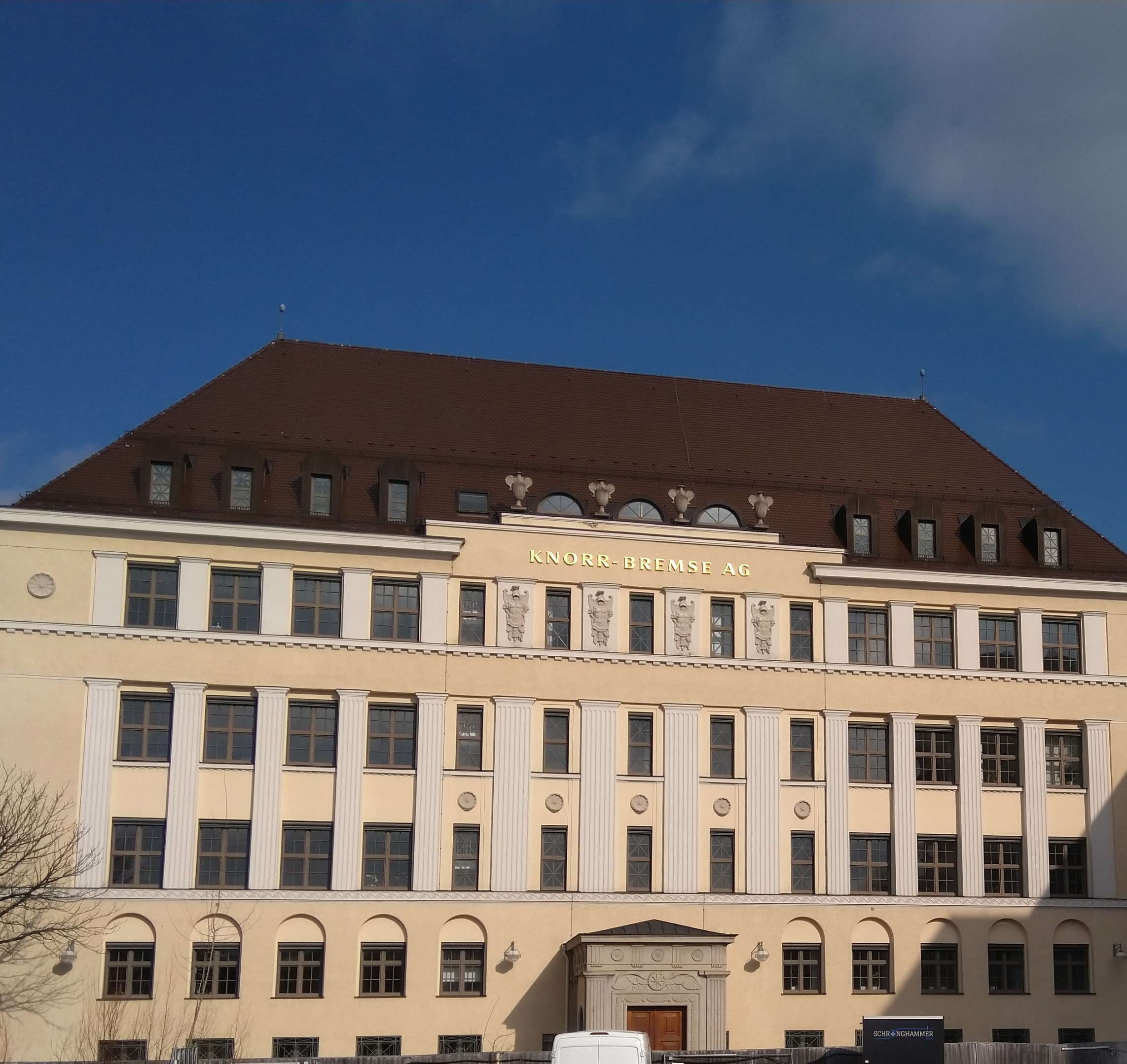
Hauptsitz des Knorr-Bremse-Konzerns in München

Die Knorr-Bremse AG mit Sitz in München ist die Dachgesellschaft des Knorr-Bremse-Konzerns. Das Unternehmen entwickelt und fertigt Bremssysteme sowie weitere, zum großen Teil sicherheitsrelevante Subsysteme für Schienen- und Nutzfahrzeuge. Knorr-Bremse ist an über 100 Standorten in 30 Ländern vertreten. Mitte Oktober 2018 erfolgte der Börsengang an der Frankfurter Wertpapierbörse.
In der Unternehmensdivision Systeme für Schienenfahrzeuge stattet Knorr-Bremse weltweit Schienenfahrzeuge des Personenverkehrs wie
U-Bahnen, Straßenbahnen, Monorails, Regional- und Hochgeschwindigkeitszüge sowie Güterzüge und Lokomotiven aus. Die Unternehmensdivision Systeme für Nutzfahrzeuge liefert Produkte und Systeme für Lkw, Omnibusse, Anhänger und Landmaschinen.

## Geschichte

### Gründung und Aufstieg in Berlin (1905–1920)

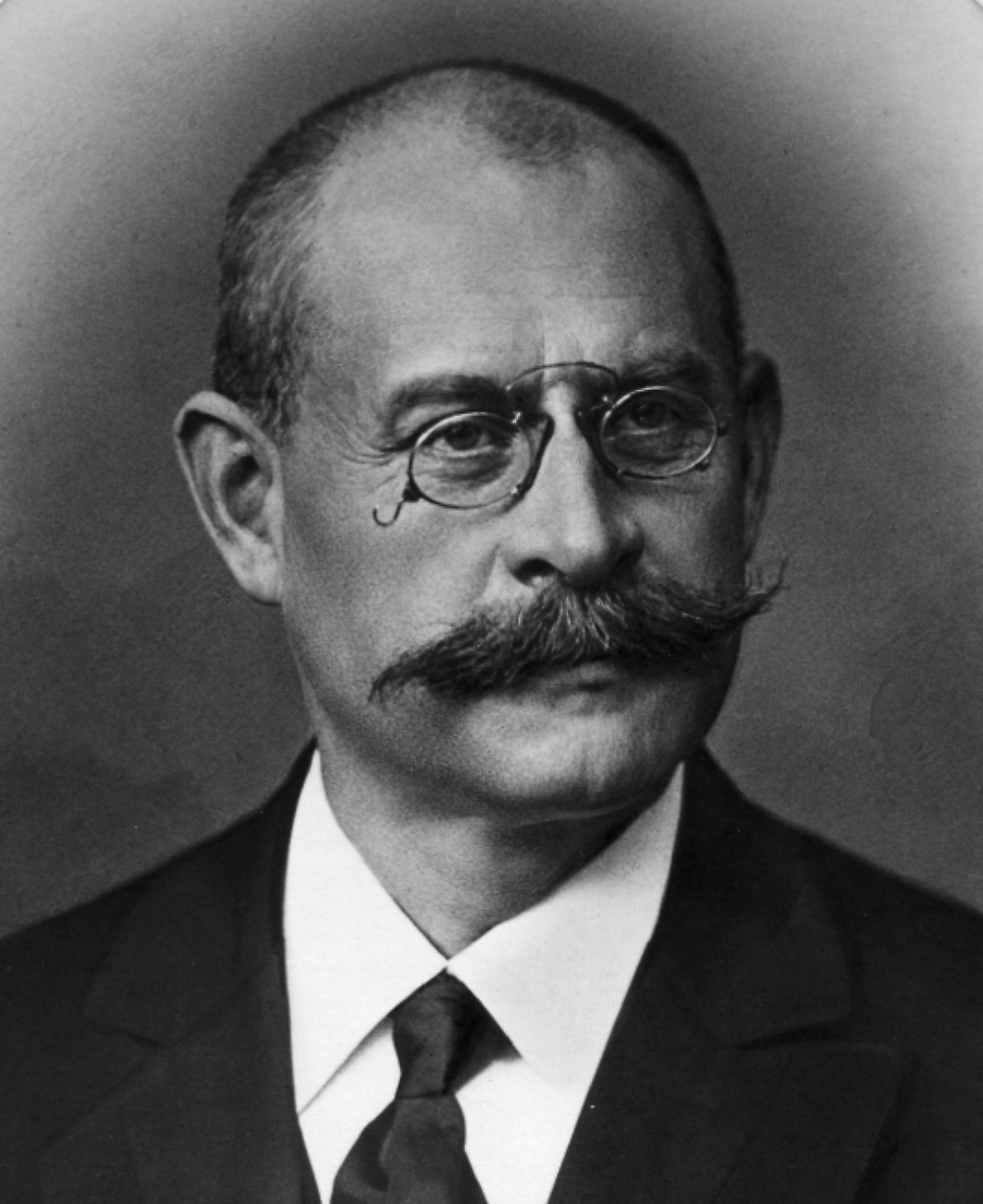
Georg Knorr

Im Jahr 1905 gründete der Ingenieur Georg Knorr in Boxhagen-Rummelsburg (heute ein Teil von Berlin-Friedrichshain bzw. Berlin-Lichtenberg) die Knorr-Bremse GmbH, in die er einen bereits 1883 gegründeten Betrieb für Eisenbahn-Druckluftbremsen einbrachte. Geschäftliche Grundlage bildete die Einführung der von ihm entwickelten Druckluftbremse K1 bei den Personenzügen der Preußisch-Hessischen Staatseisenbahnverwaltung. Die Knorr-Bremse GmbH wurde 1911 unter Aufnahme der Continentale Bremsen-GmbH in die Knorr-Bremse AG umgewandelt.

### Fabrikgebäude

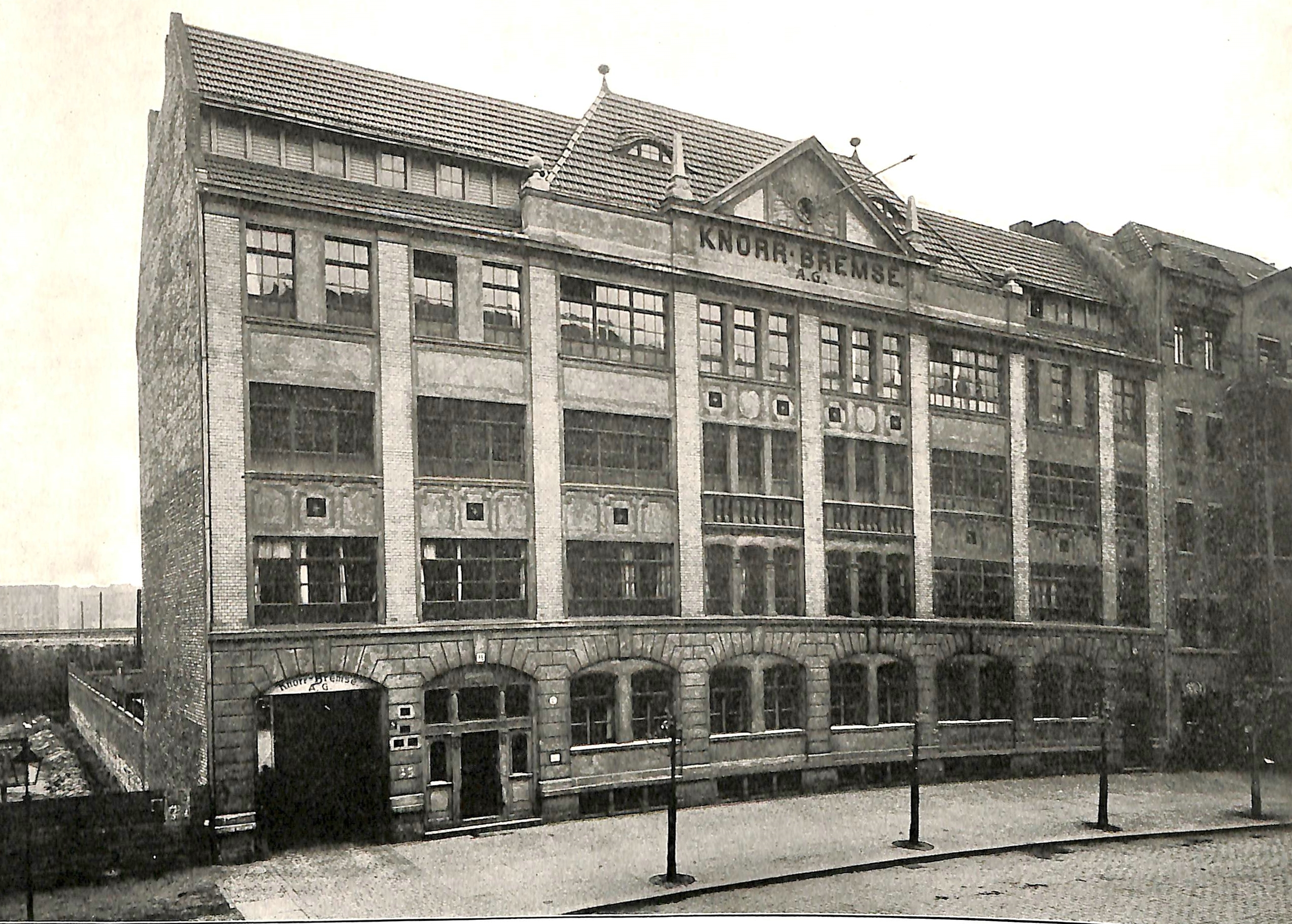
Sitz der Knorr-Bremse GmbH in Lichtenberg, 1908

#### Stammhaus und Anbauten
Die erste Fabrikation erfolgte in bereits vorhandenen Gebäuden in der Neuen Bahnhofstraße, die bis 1920 zur Stadt Lichtenberg gehörten. Mit der Gründung der Großgemeinde Berlin gelangte sie zum Bezirk Lichtenberg und durch die Bezirksreform von 1938 zum damaligen Verwaltungsbezirk Friedrichshain. Das Bauwerk wurde später als alte Fabrik bezeichnet. Ein neues Fabrik- und Verwaltungsgebäude war dann 1905/1906 entstanden. In den Jahren 1913 bis 1916 wurde eine umfangreiche Erweiterung der Fabrikgebäude und der Neubau eines südlich anschließenden, repräsentativ ausgestatteten Verwaltungsgebäudes durch den Architekten Alfred Grenander ausgeführt. Die Außenfassaden der bisherigen Fabrikgebäude wurden sachlicher gestaltet, aber durch „eine hohe Attikazone, die Materialität und Farbigkeit der Klinker sowie die Rundbogenfenster in der Sockelzone“ mit dem prunkvollen Verwaltungsbau zu einer „einheitlich wirkenden Straßenfront“ zusammengefasst. Auf dem Hofgelände erfolgten Erweiterungsbauten (Querflügel und Parallelflügel) und ein eigenes Heizwerk wurde errichtet. Der gesamte Komplex Neue Bahnhofstraße 9–17 steht unter Denkmalschutz. Über eine tunnelartige Verbindungsstraße wurde das in den Jahren 1922 bis 1927 errichtete Hauptwerk auf dem Grundstück Hirschberger Straße / Schreiberhauer Straße (östlich der Eisenbahntrasse) angeschlossen, das Grenander mit turmartigen Bauteilen an drei Ecken akzentuierte. Der direkt an der Ringbahn stehende westliche Turm ist deutlich höher als die anderen und mit großen Fenstern versehen. Die gesamte Anlage der Knorr-Bremse erstreckte sich nun über eine Fläche von 24.380 m². Der Bauteil mit dem Turmbau Hirschberger Straße 4 steht ebenfalls unter Denkmalschutz. Er wird seit den 2000er Jahren durch die Deutsche Rentenversicherung Bund genutzt, die ihn in einen Neubaukomplex einbettete.

### Diversifizierter Konzern (1920–1985)

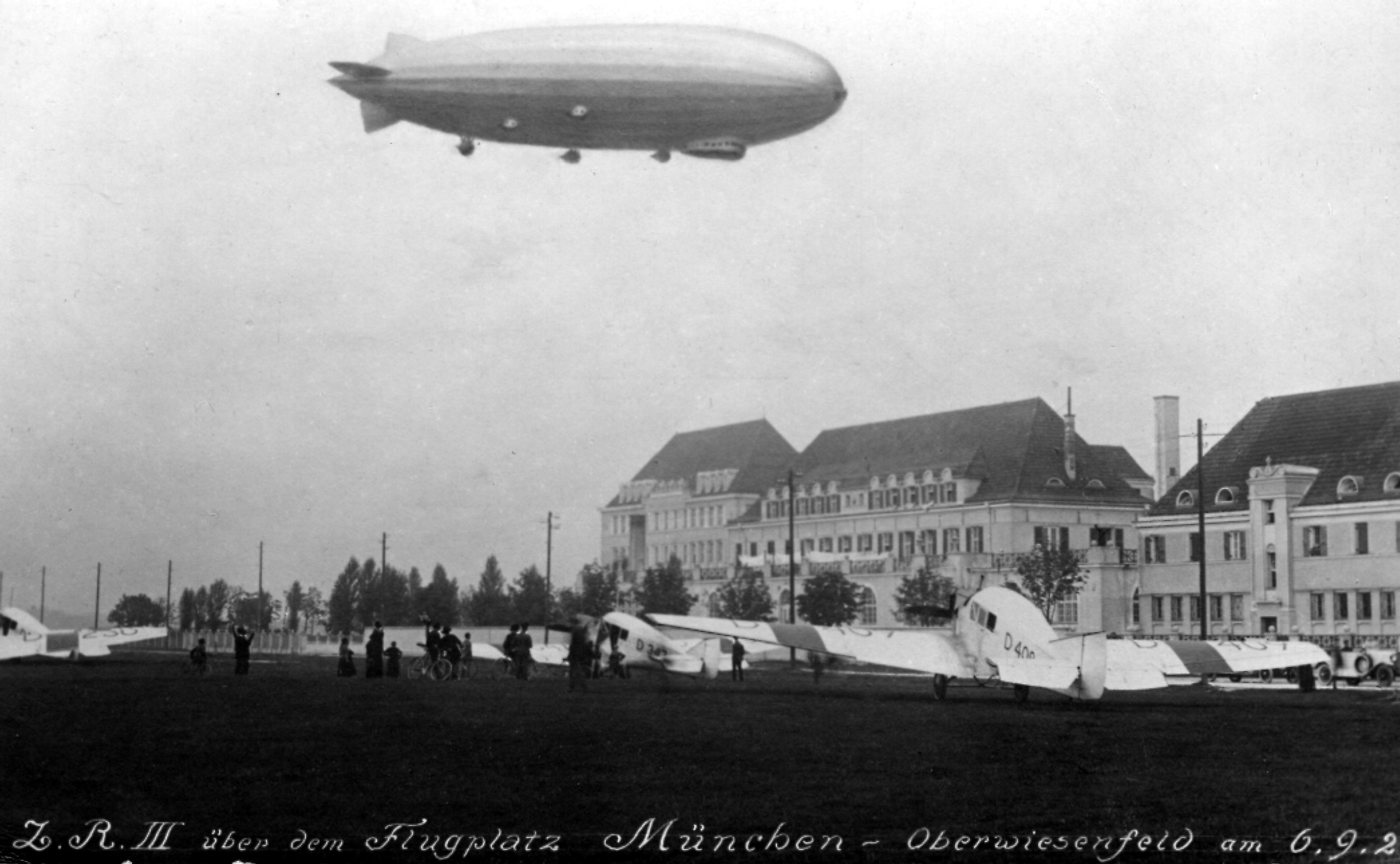
Zeppelin LZ 126 über dem Oberwiesenfeld vor dem Knorr-Bremse-Gebäude, 1924

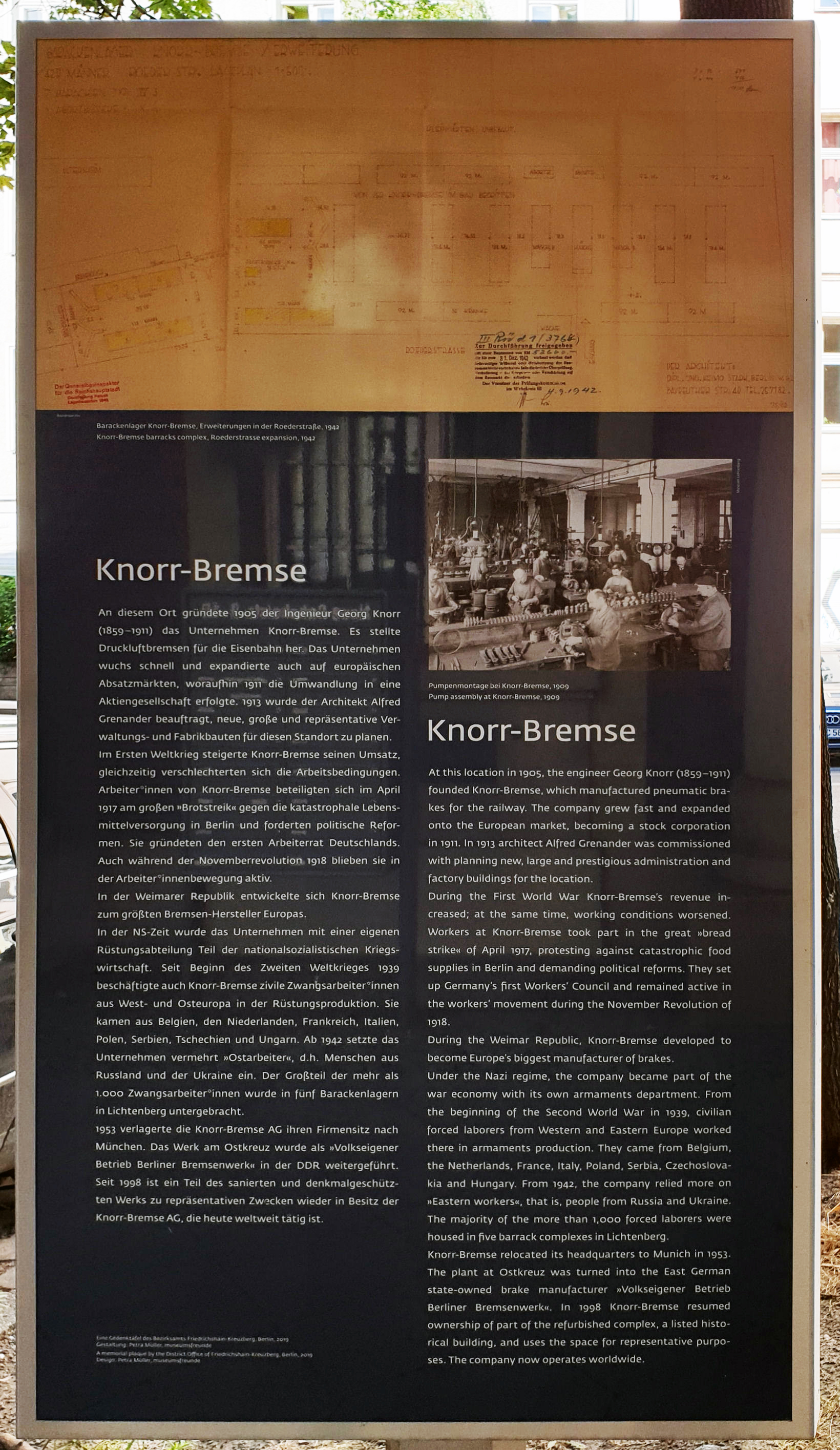
Gedenktafel, Neue Bahnhofstraße 9, in Berlin-Friedrichshain

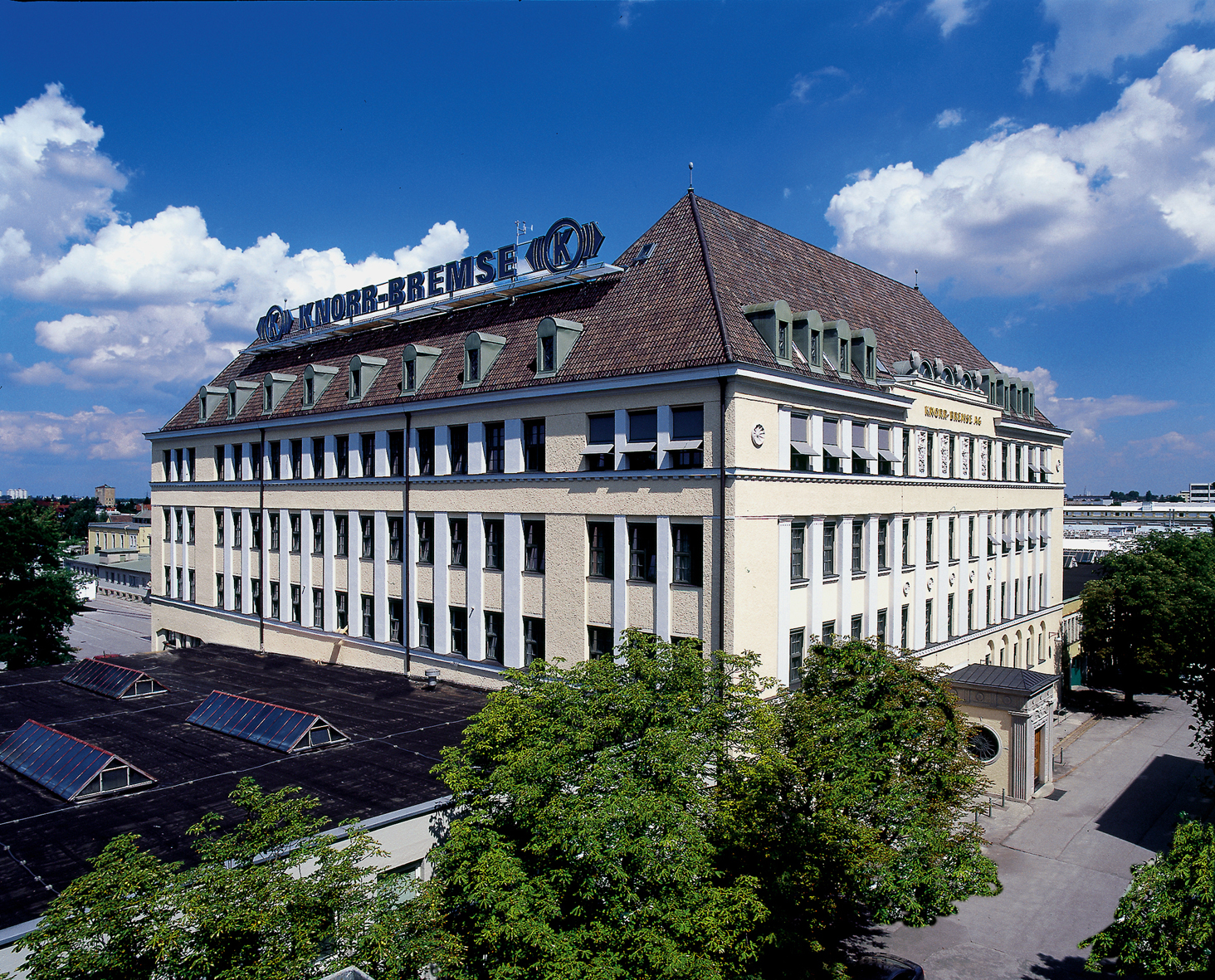
Heutige Hauptverwaltung der Knorr-Bremse AG in München, Moosacher Straße 80 (vormals Süddeutsche Bremsen-AG)

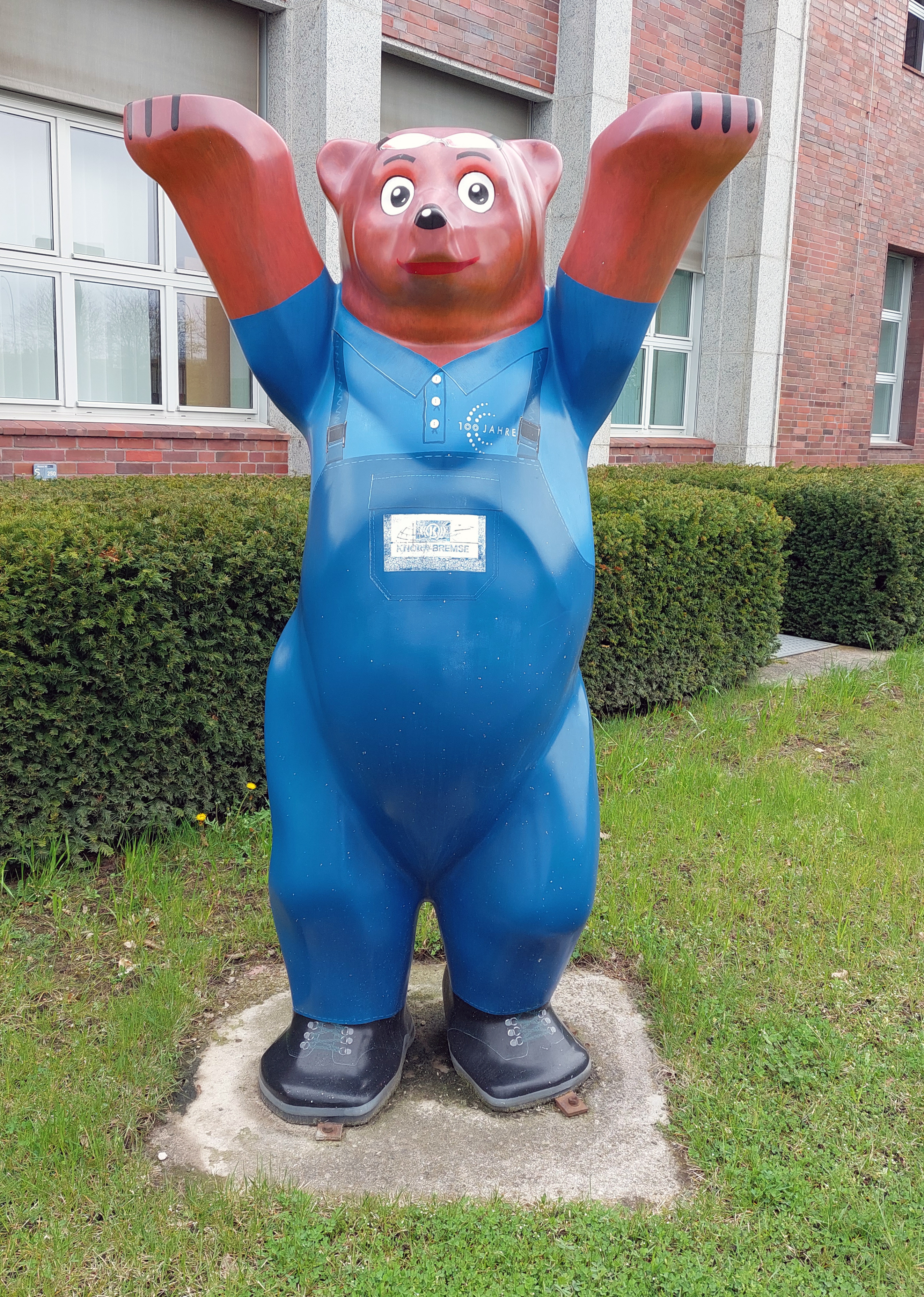
Buddy Bear: 100 Jahre Knorr Bremse, Berlin-Marzahn

#### Zwischen 1918 und 1945
Nach dem Ersten Weltkrieg wurde mit der Einführung der Kunze-Knorr-Bremse auch der Güterzugverkehr vom Hand- auf den durchgehenden Druckluftbremsbetrieb umgestellt. 1923 führte Knorr-Bremse erstmals Druckluftbremsen für Nutzfahrzeuge ein. Nach der Weltwirtschaftskrise setzte Knorr-Bremse die Hik-Bremse im europäischen Schienenverkehr ein und trieb die Umstellung der deutschen Nutzfahrzeugindustrie auf Druckluftbremsen voran. Ende der 1930er-Jahre waren 90 Prozent aller deutschen Lastkraftwagen von 7 bis 16 Tonnen mit Knorr-Bremsgeräten ausgerüstet.
Die Knorr-Bremse AG entwickelte sich zwischen den Weltkriegen unter der Leitung von Johannes Philipp Vielmetter zum größten Bremsenbauunternehmen Europas. Durch Angliederung weiterer Unternehmen entstand ein diversifizierter Konzern mit rund 20.000 Beschäftigten.
Ab 1920 war die 1917/1918 entstandene (alte) Bayerische Motorenwerke AG (BMW) in München ein Tochterunternehmen der Knorr-Bremse AG und fertigte unter dem neuen Namen Süddeutsche Bremsen-AG Bremsanlagen für die Bayerische Eisenbahn-Verwaltung. (Auf ihrem Betriebsgelände befindet sich heute der Stammsitz der Knorr-Bremse AG.) Die für die Knorr-Bremse AG wenig interessante Motorenabteilung wurde 1922 einschließlich des alten Firmennamens an den Großinvestor Camillo Castiglioni verkauft, der beides zur Bayerischen Flugzeugwerke AG (BFW), der neuen BMW, mitnahm. Ab 1921 beteiligte sich die Knorr-Bremse AG an der Berliner Werkzeugmaschinenfabrik Carl Hasse & Wrede GmbH. Das Nachfolgeunternehmen Hasse & Wrede GmbH ist als Teil des Knorr-Bremse-Konzerns ein führender Hersteller von Drehschwingungsdämpfern für Dieselmotoren. Der Standort in Berlin-Marzahn wurde beibehalten. Im Februar 2017 hatte der Knorr-Konzern angekündigt, diesen letzten deutschen Standort des Tochterunternehmens Hasse & Wrede schließen zu wollen, da „der Markt sich verändert habe, eine Produktion in Marzahn sei wirtschaftlich nicht sinnvoll“. Nach Protesten der von Arbeitslosigkeit betroffenen 109 Arbeiter und Angestellten und nach Verhandlungen zwischen der Konzernleitung und dem Betriebsrat wurde im Dezember 2017 verkündet, dass der Standort an der Georg-Knorr-Straße erhalten bleiben soll. 2020 gewann das Büro von David Chipperfield den Wettbewerb zur Bebauung des Geländes.
1926 wurde die Aktienmehrheit an der Motoren-Werke Mannheim AG (MWM) erworben, die aus der Abteilung stationärer Motorenbau der Firma Benz & Cie. des Automobilpioniers Carl Benz hervorgegangen war. Mit dem Verkauf an die Klöckner-Humboldt-Deutz AG (KHD), heute Deutz AG, im Jahr 1985 trennte sich die Knorr-Bremse AG wieder von der Motorensparte. Die nach langjähriger Kooperation 1938 eingegliederten Eisen- und Stahlwerke Walter Peyinghaus in Egge bei Wetter-Volmarstein an der Ruhr stellten 1997 den Betrieb ein.
Im Zweiten Weltkrieg setzte das Unternehmen ab 1943 Zwangsarbeiter aus mehreren Lagern in Berlin-Lichtenberg ein, die sich u. a. in der Möllendorffstraße 70, am Roederplatz, in der Roederstraße 11–13 und 85–91, Bornitzstraße 1 und Hohenschönhauser Straße 11 befanden. Das betriebseigene Hauptlager bestand aus 22 Baracken für insgesamt 1080 Personen. Es hatte eine Halle mit Krankenräumen, Wasch- und Duschgelegenheiten sowie zwei Schuppen. Bei einem Luftangriff am 22. November 1943 kamen während der Arbeit in der Knorr-Bremse sechs Holländer ums Leben. Mehr als 1200 Zwangsarbeiter wurden im Dienste der Knorr-Bremse AG eingesetzt.

#### Nach dem Zweiten Weltkrieg – Knorr-Bremse wird eine SAG
Nach dem Ende des Zweiten Weltkrieges fiel die Firma in den Sowjetischen Sektor, die Knorr-Erben wurden enteignet. Auf Befehl des sowjetischen Stadtkommandanten, Generalmajor Alexander Kotikow, wird der Betriebsstandort Neue Bahnhofstraße (zu Rummelsburg gehörend) an die Sowjetische Aktiengesellschaft für Transportmaschinenbau übergeben. Die am Ort wieder produzierten Bremsen dienten zunächst ausschließlich Reparationszwecken.

#### Neue Nutzer für die Berliner Gebäude bis 1989
Der Standort in der Hirschberger Straße (zu Berlin-Lichtenberg gehörend) wurde 1954 in den VEB Berliner Bremsenwerk umgewandelt, der bald in der DDR zu einem gefragten Eisenbahn-Bremssystem-Hersteller wurde. Nachdem in der SAG die Produktion eingestellt worden war, bezog ein neu gegründeter Betrieb (VEB Messelektronik Berlin) den Komplex der Neuen Fabrik in der Neuen Bahnhofstraße. Dort blieb er bis zu seiner Abwicklung nach der politischen Wende.

#### Nutzung der alten und der neuen Fabrik seit 1990
Ab 1990 wurde das Gebäude freigeräumt und neue Mieter zogen ein. Im Jahr 1993 bekam die neugegründete Berufsakademie Berlin hier ihren Sitz. 2003 erfolgte deren Integration in die damalige Fachhochschule für Wirtschaft (FHW), die 2009 in der Hochschule für Wirtschaft und Recht (HWR) aufging. Im Jahr 2012 waren die Mieter neben der HWR drei Schulungsträger der Berliner Agenturen für Arbeit, zwei Berufsfachschulen und die Ostdeutsche Eisenbahngesellschaft (ODEG). Trotzdem standen 60 Prozent der 25.000 Quadratmeter großen Nutzfläche leer. Am 17. August 2012 erwarb die Berggruen Holdings in der Zwangsversteigerung für 15 Mio. Euro das Objekt, dessen Eigentümer schon in den 1990er Jahren in die Insolvenz gegangen waren. Der Kaufpreis betrug zwei Drittel des Verkehrswertes. Es sollten 12 Mio. Euro in die Gebäudemodernisierung investiert werden. Kurz nach dem Erwerb erfolgte die Kündigung der bisherigen Mieter zum 31. März 2013 und es wurde bekannt, dass mit dem Online-Handelsunternehmen Zalando ein Mieter für die gesamte Fläche gefunden worden war. Seit April 2013 arbeiten mehrere hundert Mitarbeiter aus dem Fashion-Bereich Zalandos in dem Gebäude.

#### Umzug der Knorr-Bremse nach Westdeutschland
Die Süddeutsche Bremsen-AG in München setzte die Produktion in Westdeutschland fort. Entwicklung und Vertrieb von Bremssystemen übernahm die 1946 gegründete und später nach München verlegte Knorr-Bremse GmbH. Die Knorr-Bremse AG wurde 1960 in eine Kommanditgesellschaft (KG) umgewandelt.
Der Wiederaufbau im Westen mündete 1955 in die international erfolgreiche Einführung der Knorr-Bremse mit Einheitswirkung (KE) für Schienenfahrzeuge. Der Bereich Nutzfahrzeugbremsen verlor dagegen nach dem Zweiten Weltkrieg an Boden. Auch das in den 1960er-Jahren etablierte Geschäftsfeld Industrie-Pneumatik stagnierte, und der Dieselmotorenbau begann Ende der 1970er-Jahre hohe Verluste zu schreiben.

### Konzentration und Expansion seit 1985
1985 leitete ein Eigentümerwechsel die Konzentration des angeschlagenen Konzerns auf die Produktbereiche Bremssysteme für Schienen- und Nutzfahrzeuge ein. Die Knorr-Bremse GmbH und die Süddeutsche Bremsen-AG wurden 1985 auf die neu gegründete Knorr-Bremse AG fusioniert. Die Knorr-Bremse KG wurde liquidiert. Veräußert oder eingestellt wurden der Dieselmotoren- und Werkzeugmaschinenbau (beide 1985), die Industrie-Pneumatik (1993) und der Stahlguss (1997).
In Berlin gründete sich 1990 aus dem Berliner Bremsenwerk und der Münchner Knorr-Bremse AG das Gemeinschaftsunternehmen Berliner Bremsenwerk – Knorr-Bremsen AG. Im Jahr 1993 wurden die Berliner Produktionsstandorte in der Neuen Bahnhofstraße und in der Hirschberger Straße aufgegeben und das Unternehmen bezog die Gebäude der früheren Berliner Werkzeugmaschinenfabrik (BWF Marzahn) in der heutigen Georg-Knorr-Straße 4 in Berlin-Marzahn, die Produktion in Berlin wurde jedoch schrittweise heruntergefahren.
In München erfolgte 1993 die Divisionalisierung des Konzerns. Die Geschäftsfelder Systeme für Schienen- und Nutzfahrzeuge werden seither von getrennten Gesellschaften wahrgenommen. Der Konzentration auf die Kernbereiche folgte eine starke Expansion in beiden Segmenten. Durch die Übernahme bedeutender Hersteller vor allem in den USA und den Aufbau eines globalen Produktionsverbunds wuchs Knorr-Bremse zum weltweit führenden Anbieter von Bremssystemen sowohl für Schienenfahrzeuge als auch für Nutzfahrzeuge. Der Konzernumsatz stieg zwischen 1987 und 2005 kontinuierlich von 311 Mio. EUR auf 2,7 Mrd. EUR.
Wichtige Schritte der Expansion (SfS = Systeme für Schienenfahrzeuge, SfN = Systeme für Nutzfahrzeuge) waren:
- 1990/92 (SfS): Übernahme der Eisenbahnbremsensparte von Oerlikon-Bührle, Zürich (Schweiz)
- 1990/91 (SfS/SfN): Übernahme des VEB Berliner Bremsenwerk, Berlin (Nachfolgeunternehmen von Knorr-Bremse in der DDR)
- 1991 (SfS): Übernahme der New York Air Brake, Watertown (New York, USA)
- 1993 (SfN): Beteiligung an der AlliedSignal Truck Brake Systems Company (Marke Bendix), Elyria (Ohio), USA
- 1993 (SfN/SfS): Gründung der Knorr-Bremse Systeme für Nutzfahrzeuge GmbH und der Knorr-Bremse Systeme für Schienenfahrzeuge GmbH, beide München
- 1999 (SfN): Übernahme des Produktbereichs Nutzfahrzeugbremsen der Robert Bosch GmbH. Im Gegenzug erhält die Robert Bosch GmbH 20 % der Anteile an der KNorr-Bremse Systeme für Nutzfahrzeuge GmbH. (2022 übernimmt Knorr-Bremse die von Robert Bosch gehaltenen Anteile und hat damit wieder 100 % der Anteile[15])
- 2000 (SfS): Übernahme von Westinghouse Brake and Signal Company, Chippenham (Großbritannien) und Sydney (Australien)
- 2001 (SfS): Übernahme von 90 % der Aktien des österreichischen Unternehmens IFE[16]
- 2002 (SfN): Vollständige Übernahme der Bendix Commercial Vehicle Systems, Elyria (Ohio, USA)
- 2007 (SfN): Unterzeichnung des Joint Ventures mit KAMAZ in Nabereschnyje Tschelny, Russland (vor dem Hintergrund des Russland-Ukraine-Kriegs und den damit verbundenen Sanktionen hat sich Knorr-Bremse  2022 aus dem Joint Venture komplett zurückgezogen)
- 2008 (SfS): Übernahme der Anchor Brake Shoe Company LLC (USA)
- 2009 (SfS): Übernahme der Firmen Officine de Zan S.r.l. (Italien), EMC Traction S.r.l. (Italien) und Sydac Pty. Ltd. (Australien)
- 2010 (SfS): Übernahme der Sigma Coachair Group (Australien)
- 2012 (SfS): Übernahme der HEINE Resistors GmbH (Dresden)
- 2014 (SfS): Übernahme der Firmen Selectron Systems AG (Schweiz), Transtechnik GmbH & Co. KG (Bayern) und PCS Power Converter Solutions GmbH (Berlin)
- 2016 (SfN): Übernahme der tedrive Steering Systems GmbH mit Sitz in Wülfrath (Standort wurde Ende 2020 geschlossen[17])
- 2016 (SfS/SfN): Übernahme von Vossloh Kiepe, anschließend Umfirmierung in Kiepe Electric (2024 Veräußerung der Kiepe Electric im Rahmen des BOOST-Strategieprogramms[18])
- 2022 (SfS): strategische Kooperations- und Investitionsvereinbarung mit Nexxiot, um digitale Geschäftsmodelle im Schienenverkehr auszubauen[19]
- 2022 (SfN): Erwerb eines Mehrheitsanteils an spanischer Cojali S.L., um Position auf dem Gebiet digitaler und datengetriebener Aftermarket-Lösungen für Nutzfahrzeuge auszubauen.[20]
- 2022 (SfN): Erwerb von 13 % am chinesischen E-Motor-Zulieferer Shanghai Bobang Automotive Technology (Hersteller von elektrischen Mikromotoren für Fensterheber, Vakuumpumpen, Drosselklappen, Schiebedächer, Servolenkungen usw. und von Energieintegrationstestplattformen)[21]
- 2024 (SfS): Erwerb von Alstom Signaling Nordamerika (Bahnsignaltechnik)[22]
- 2025 (SfN): Partnerschaft mit niederländischem Unternehmen WESP, um gemeinsam digitale Services für die Nutzfahrzeugindustrie zu entwickeln[23]

## Konzernstruktur und Eigentümer

### Überblick
Die Steuerung des Knorr-Bremse Konzerns erfolgt über die drei Regionen Europa, Amerika sowie Asien/Australien. Das operative Geschäft ist spartenmäßig gegliedert. Die Knorr-Bremse AG hält 100 Prozent des Kapitals der Knorr-Bremse Systeme für Schienenfahrzeuge GmbH und 100 Prozent des Kapitals der Knorr-Bremse Systeme für Nutzfahrzeuge GmbH.
Knorr-Bremse ist seit der Gründung von Georg Knorr im Jahr 1905 ein eigentümergeführtes Unternehmen. Die bereits 1985 gegründete Knorr-Bremse AG ging am 12. Oktober 2018 mit einem Volumen von 3,9 Milliarden Euro an die Börse. Das Gesellschaftskapital befand sich bis dahin im Besitz der Familie des Aufsichtsratsvorsitzenden Heinz Hermann Thiele, der den Konzern 1985 übernommen und bis 2007 als Vorstandsvorsitzender geleitet hat. Bis zu 30 Prozent der Aktien wurden ab dem 1. Oktober 2018 Investoren zur Zeichnung angeboten. Da die angebotenen Aktien ausschließlich aus dem Besitz der Familie Thiele stammten, floss der Erlös des Börsengangs nicht in das Unternehmen, sondern vollständig an die Familie.
Nach dem Tod von Heinz Hermann Thiele im Februar 2021 wurden seine Anteile gemäß seinem testamentarischen Willen in eine Stiftung überführt. Die "Heinz Hermann Thiele Familienstiftung" wurde 2023 gegründet, um das unternehmerische Lebenswerk von Heinz Hermann Thiele zu bewahren und fortzuführen. Am 6. Dezember 2024 übernahm die Stiftung offiziell die Kontrolle über 58,99 % der Anteile an der Knorr-Bremse AG. Durch die Übertragung der Anteile an die Familienstiftung bleibt die Familie Thiele weiterhin als Hauptaktionärin eng mit der Knorr-Bremse AG verbunden.

### Standorte in Deutschland
Der Firmenhauptsitz des Knorr-Bremse Konzerns sowie die Zentrale der beiden Unternehmensdivisionen Systeme für Schienenfahrzeuge und Systeme für Nutzfahrzeuge befinden sich in München. Weitere Unternehmensstandorte in Deutschland sind Berlin-Marzahn (Knorr-Bremse Systeme für Schienenfahrzeuge sowie Hasse & Wrede), Schwieberdingen (Systeme für Nutzfahrzeuge), Aldersbach (Systeme für Nutzfahrzeuge), Dresden (Heine Resistors) und Wedel (Knorr-Bremse Evac). Der Standort Wülfrath wurde Ende des Jahres 2020 geschlossen.
Das aktuelle zentrale Verwaltungsgebäude der Knorr Bremse AG in der Moosacher Straße in München (Stand in den 2020er Jahren) steht unter Denkmalschutz. Es wurde 1917/18 im neuklassizistischen Stil von den Architekten Eduard Herbert und Otho Orlando Kurz errichtet.

### Standorte in Österreich
Im Jahr 1988 wurde das 1918 gegründete Elektroindustrieunternehmen J. Zelisko in Mödling in Niederösterreich übernommen und wird unter diesem Namen weitergeführt. Zugleich wurde am selben Standort auch das Tochterunternehmen Knorr-Bremse GmbH gegründet, das die Unternehmenszentrale für die Werke in Kematen in Niederösterreich sowie in den Niederlanden, Polen, Rumänien und Tschechien darstellt. Insgesamt beschäftigte diese Gruppe im Jahr 2011 etwa 1200 Mitarbeiter, davon 850 in Mödling. Die Hauptkompetenz liegt bei der Entwicklung von Magnetschienenbremsen, Wirbelstrombremsen sowie bei weiteren Systemen für Gleisfahrzeuge. Auch der Vertrieb für Zentral- und Osteuropa wird von Mödling aus durchgeführt.

### Standorte in Dänemark
Im Jahr 2020 beschlossen die Danske Statsbaner (DSB) als politische Entscheidung, dass zukünftige von Alstom beschaffte Züge vom Hersteller und nicht von den DSB gewartet werden müssen. Seine Komponenten- und Ersatzteilwerkstätten wurden von der Knorr-Bremse Group zum 1. September 2022 übernommen. Sie wird fortan Ersatzteile für die neuen Züge der DSB liefern und aufarbeiten. Die dänische Niederlassung wurde in Knorr-Bremse Rail Systems Denmark A/S umbenannt, gleichzeitig traf das Management eine Vereinbarung über die langfristige Übernahme der Komponentenwartung und dr Lieferung von Ersatzteilen für den Großteil der aktuellen Zugflotte von DSB bis zur Ausmusterung alter Triebzüge. Mit dem Verkauf sicherten sich die DSB einen Lieferanten von Ersatzteilen für die bestehende Zugflotte, beispielsweise die Triebzüge MF, MG und ER.
Mit der Übernahme gingen rund 400 Mitarbeiter zu Knorr-Bremse Rail Systems Denmark A/S über. Der Kaufpreis betrug knapp über 370 Mio. DKK (50 Millionen Euro).
Folgende Werkstätten werden von der Vereinbarung umfasst:
- Komponentenwerkstatt Aarhus,
- Umbau- und Unfallbeseitigung Aarhus,
- Komponentenwerkstatt Taastrup,
- Elektrotechnik Kopenhagen,
- Verwaltungsfunktionen Høje Taastrup.[29]

## Wichtige Geschäftsfelder und Markennamen

### UnternehmensdivisionSysteme für Schienenfahrzeuge(SfS) – Ausstattung von Schienenfahrzeugen
Neben Bremssystemen als Kernprodukt stellt das Unternehmen intelligente Einstiegssysteme, Klimaanlagen, Energieversorgungssysteme, Steuerungskomponenten und Scheibenwischer, Bahnsteigtüren, Reibmaterial sowie Fahrerassistenzsysteme her. Auch Signal- und Leittechnik zählt zum Produktportfolio der Division. Zudem bietet Knorr-Bremse Fahrsimulatoren und E-Learning-Systeme zur Ausbildung des Zugpersonals an. Unter der Marke RailServices bietet Knorr-Bremse Systeme für Schienenfahrzeuge im Nachmarktgeschäft, Ersatzteile und Serviceleistungen für die Wartung, Überholung und Modernisierung für Produkte, Komponenten und Systeme für Schienenfahrzeuge an.
Konkrete Produktbeispiele:
- Bremssysteme für Schienenfahrzeuge (Knorr-Bremse, New York Air Brake, Westinghouse Brakes)[30]
- Türsysteme für Schienenfahrzeuge (IFE Innovation for Entrance Systems)[30]
- Klimasysteme für Schienenfahrzeuge (Merak)[30]
- Steuerungskomponenten für Schienenfahrzeuge (Microelettrica)[30]
- Bahnsteigtürsysteme (englisch Westinghouse platform screen doors)[30]
- Bahnsignaltechnik (Zelisko, KB Signaling)[30]

### UnternehmensdivisionSysteme für Nutzfahrzeuge(SfN) – Ausstattung von Nutzfahrzeugen
Im Bereich Chassis-Systeme ist Knorr-Bremse sowohl bei der elektronischen Steuerung und bei Fahrerassistenzsystemen als auch bei der Luftaufbereitung tätig. Weitere Produktfelder sind Lenksysteme, Systeme am Antriebsstrang sowie Drehschwingungsdämpfer für Dieselmotoren.
Konkrete Produktbeispiele:
- Bremssysteme für Nutzfahrzeuge (Knorr-Bremse, Bendix)[3]
- Drehschwingungsdämpfer für Dieselmotoren (Hasse & Wrede)[3]

## Produkthistorie – Einführung wichtiger Produkte für Schienenfahrzeuge und Nutzfahrzeuge

### Schienenfahrzeuge
- 1903: K1 Druckluftbremse für Personenzüge
- 1918: Kunze-Knorr-Bremse (Kk-Bremse) für Personen- (Kkp) und Güterzüge (Kkg)
- 1931: Hildebrand-Knorr-Bremse (Hik) für Personen- und Güterzüge
- 1955: Knorr-Bremse mit Steuerventil der Einheitsbauart, später nur noch Knorr-Bremse mit Einheitswirkung genannt, (KE) für Personen- und Güterzüge
- 1965: Erste Scheibenbremse für Züge
- 1980: Erste elektronische Bremssteuerung für Schienenfahrzeuge im Nahverkehr
- 1981: Erste Bremssysteme für Hochgeschwindigkeitszüge
- 1985: Druckluftbremsventil DB 60 für schwere amerikanische Güterzüge
- 1985: Erster Einsatz von Schraubenkompressoren für Schienenfahrzeuge
- 1998: Elektropneumatisches Steuerventil EP-60 für lange Güterzüge
- 2002: Modulares Bremssystem für Lokomotiven
- 2004: Ölfreier Kompressor für Schienenfahrzeuge
- 2005: Mechatronische Bremssteuerung EP2002 für U-Bahnen
- 2018: Modulare Bremssteuerung CCB-3 für Lokomotiven
- 2019: LEADER® Autopilot™ Zugautomatisierungssystem
- 2022: Erster Prototyp der Digitalen Automatischen Kupplung (DAK)

### Nutzfahrzeuge
- 1923: Druckluftbremse für Nutzfahrzeuge
- 1969: Erste Scheibenbremse für Nutzfahrzeuge
- 1972: ABS für Nutzfahrzeuge
- 1992: Pneumatisch betätigte Scheibenbremse für Nutzfahrzeuge
- 1993: Elektronisches Bremssystem (EBS) für Nutzfahrzeuge
- 2002: Bendix Driver Control Module für Nutzfahrzeuge
- 2004: Elektronische Luftaufbereitung EAC
- nach 2004: System-Kompressor mit Kupplung
- 2010: Elektrisch betriebener Schraubenkompressor
- 2015: Wingman Fusion® als erstes Advanced Driver Assistance System (ADAS) für Nutzfahrzeuge

## Auszeichnungen

### Schienenfahrzeuge
- Für die Entwicklung des Fahrerassistenzsystems Leader ist die Knorr-Bremse Aktiengesellschaft im Jahr 2014/2015 mit dem Innovationspreis vom Privatbahn-Magazin ausgezeichnet worden.
- Knorr-Bremse gewann 2022 für sein Transformationsprojekt NextGen European Distribution Network (Projekt zur Effizienzsteigerung, Kostensenkung und Verringerung von CO2-Emissionen in der Lieferkette) den Supply Chain Management Award. Den Preis stiftete Logistik heute (Huss-Verlag) und PwC & Strategy.

### Nutzfahrzeuge
- Im September 2022 bekam Knorr-Bremse den Innovation Award der Automechanika Frankfurt in der Kategorie Teile & innovative Technologien für sein Restschleifmomentreduzierungssystem. Dieses System unterstützt eine kontrollierte aktive Freistellung der Beläge von der Bremsscheibe zur Verringerung der Reibung. Damit wird ein Beitrag zur CO2-Einsparung, zur Verringerung des Kraftstoffverbrauchs sowie zur Reduktion von Feinstaub durch Verschleiß-Minderung der Bremsbeläge.
- Für das gleiche System zeichnete auch der Automobilclub KS e. V. die Firma Knorr-Bremse im Juli 2023 mit dem 41. KS Energie- und Umweltpreis in der Kategorie Fahrzeugtechnik aus.
- Im Jahr 2024 wurde Knorr-Bremse zum 18. Mal in Folge mit dem ETM Award in der Kategorie Bremsen ausgezeichnet. Die Verleihung erfolgte nach Abstimmung der Leserinnen und Leser der Magazine trans aktuell, Fernfahrer sowie eurotransport.de des EuroTransportMedia-Verlags (ETM) über die besten Marken und Produkte der Nutzfahrzeugbranche.[32]

### Unternehmensübergreifend
- Für den erfolgreichen Börsengang erhielt das Unternehmen 2018 den Equity Capital Markets Award sowie den Corporate Finance Award.
- Knorr-Bremse gewann den German Brand Award 2021 in Gold in der Kategorie Excellent Brands – Transport & Mobility. Mit diesem Preis zeichnen der Rat für Formgebung und das German Brand-Institute jährlich erfolgreiche Marken, konsequente Markenführung und nachhaltige Markenkommunikation aus.
- 2025 wurde der deutsche Teil des Unternehmens Knorr-Bremse zum zwölften Mal in Folge vom Top Employers Institute als Top Arbeitgeber Deutschland zertifiziert.

## Gesellschaftliche Verantwortung
Das Unternehmen unterstützt soziale sowie karitative Einrichtungen in der Nähe von Standorten weltweit. Darüber hinaus fördert das Unternehmen den Verein Knorr-Bremse Global Care e. V. (gegründet 2005) mit einem jährlichen Budget von 1,5 Millionen Euro. Mit der Vereinsgründung wurden die weltweiten sozialen Aktivitäten des Unternehmens institutionalisiert.

## Arbeitnehmerrechte
Der Teil des Konzerns in Deutschland trat 2006 aus dem Arbeitgeberverband aus und ist seitdem nicht mehr tarifgebunden.
Bereits in der Zwischenkriegszeit wurden die Arbeitsbedingungen bei Knorr öffentlich diskutiert. Dafür sorgte auch das in Berlin verbreitete Lied von der Knorr-Bremse von 1926. Der Künstler Olaf Ruhl paraphrasierte 2019 das Unternehmen aufgrund der Beschäftigung von Zwangsarbeitern während der NS-Zeit als „Knochen-Bremse“.
Trotz Rekordumsätzen verkündete der Knorr-Bremse Konzern im Frühling 2025 die Produktion des Berliner Tochterunternehmens Hasse & Wrede nach Tschechien zu verlagern. Hierzu gab es schon 2017 einen Vorstoß.

## Sonstiges
- Das LMG (leichtes MaschinenGewehr) Knorr-Bremse 1935/36 wurde in den 1920er Jahren entwickelt und in geringen Stückzahlen nach Finnland verkauft.
- In Berlin erhielt eine vorher namenlose Straße, in welcher sich die Hauptstadtfiliale eingerichtet hat, im Jahr 1999 den Namen Georg-Knorr-Straße, später übernahm auch ein kleiner Kreisverkehrsplatz, um den die Straße herumführt, den Namen Georg-Knorr-Platz.